# Urgh! A Music War
Pour plus de détails, voir Fiche technique et Distribution.
Urgh! A Music War est l'enregistrement d'un concert anglais de 1980 ou fut principalement joué du punk, de la new wave et du post-punk. Le film a été réalisé par le Britannique Derek Burbidge en 1981.
Parmi les (nombreux) artistes ayant participé à ce concert, on peut citer The Police, Klaus Nomi ou bien XTC

## À la base...
Urgh! A Music War consistait en une série de performances musicales sans explication ni narration. Toutes les performances furent enregistrés dans les alentours des années 1980, principalement en Angleterre et aux États-Unis. D'autres bouts viennent de Fréjus dans le Var pour The Police, XTC, Skafish et autre.
Avec le film, A&M Records sortit un double-album. L'ensemble du double CD était à peu près le même que sur la vidéo, malgré les quelques légers changements (John Cooper Clarke, Chelsea, Surf Punks, Invisible Sex, Splodgenessabounds).

## Fiche technique
- Titre : Urgh! A Music War
- Réalisation : Derek Burbidge
- Montage : Jim Elderton
- Production : Michael White
- Société de production : Lorimar Productions
- Pays :  Royaume-Uni
- Genre : Film de concert
- Durée : 96 minutes
- Dates de sortie : 
  -  Royaume-Uni : 29 octobre 1981

## Titres
1. Crédits d'introduction
2. The Police – Driven to Tears
3. Wall of Voodoo – Back in Flesh
4. Toyah Willcox – Dance
5. John Cooper Clarke – Health Fanatic
6. Orchestral Manoeuvres in the Dark – Enola Gay
7. Chelsea – I’m on Fire
8. Oingo Boingo – Ain’t This the Life
9. Echo & the Bunnymen – The Puppet
10. Jools Holland – Foolish I Know
11. XTC – Respectable Street
12. Klaus Nomi – Total Eclipse
13. Athletico Spizz 80 – Where’s Captain Kirk?
14. The Go-Go's – We Got the Beat
15. Dead Kennedys – Bleed for Me
16. Steel Pulse – Ku Klux Klan
17. Gary Numan – Down in the Park
18. Joan Jett and the Blackhearts – Bad Reputation
19. Magazine – Model Worker
20. Surf Punks – My Beach
21. The Members – Offshore Banking Business
22. Au Pairs – Come Again
23. The Cramps – Tear It Up
24. Invisible Sex – Valium
25. Pere Ubu – Birdies
26. Devo – Uncontrollable Urge
27. The Alley Cats – Nothing Means Nothing Anymore
28. Jimmy Hibbert – Heavy Duty
29. Gang of Four – He’d Send in the Army
30. 999 – Homicide
31. The Cure – Boys Don't Cry
32. X – Beyond and Back
33. Skafish – Sign of the Cross
34. Splodgenessabounds – Two Little Boys
35. UB40 – Madame Medusa
36. The Police – Roxanne
37. The Police – So Lonely
38. Klaus Nomi - Aria (Mon cœur s'ouvre à ta voix de l'opéra de Camille Saint-Saëns Samson et Dalila)